# Ebermannstadt

Intérieur d'église à Ebermannstadt. Photo septembre 2019.

Ebermannstadt est une ville de Bavière (Allemagne), située dans l'arrondissement de Forchheim, dans le district de Haute-Franconie.
Jumelages
Chantonnay